# Epizod z czasów terroru

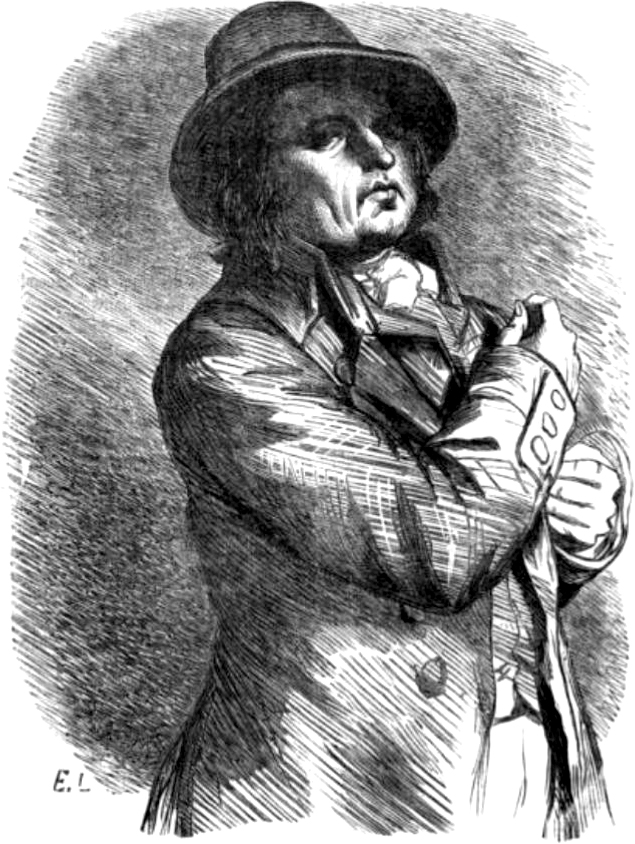

Epizod z czasów terroru (oryg. fr. Un épisode sous la Terreur) – opowiadanie Honoriusza Balzaka z 1842, należące do Scen z życia politycznego. Zostało zadedykowane Guyonnetowi-Merville’owi, u którego Balzak uczył się podstaw prawa.

## Treść
Jest rok 1793, grupa arystokratów – rojalistów ukrywa się przed policją w nędznej dzielnicy Paryża. Któregoś dnia odwiedza ich tajemniczy człowiek, pragnący wziąć udział w celebrowanej w sekrecie mszy za duszę Ludwika XVI. Arystokraci są zaintrygowani tą postacią, lecz dopiero przypadek pozwala im dowiedzieć się, z kim mieli do czynienia: na mszy pojawił się kat Sanson, który dokonał egzekucji króla.

## Inspiracje i cechy utworu
Pomysł napisania opowiadania najprawdopodobniej narodził się po spotkaniu Balzaka z synem Sansona, który opowiedział mu o życiu swojego ojca, człowieka niezwykle religijnego pomimo wykonywanej pracy. Zainspirowało to powieściopisarza do napisania opowiadania, które, jak podkreślał autor, nie jest oparte na rzeczywistym fakcie, a jedynie na wydarzeniu, które mogło mieć miejsce. Epizod z czasów terroru stanowi zarazem wyraźny dowód wpływu romantyzmu na twórczość Balzaka, co widoczne jest w ogólnej atmosferze opowiadania, jak i jego strukturze (zagadkowość głównego bohatera, dramatyzm sceny finałowej, gdy wychodzi na jaw jego tożsamość).